# Прикордонний пункт Ягодин-Дорогуськ
Прикордонний пункт Ягодин-Дорогуськ — україно-польський автомобільний прикордонний пункт, розташований у Люблінському воєводстві, в Хелмському повіті, в гміні Дорогуськ, у місті Бердище.

## Опис
Прикордонний пункт Ягодин-Дорогуськ працює цілодобово. Переміщення людей, транспортних засобів і вантажів дозволено незалежно від національності і спочатку за перепустками, спрощеним прикордонним рухом, потім змінено на місцевий прикордонний рух.
До прикордонного переходу доходять польська національна дорога № 12 (у майбутньому швидкісна траса S12) та українська магістраль М07.